# Socialist Standard
Le Socialist Standard est l'organe du Parti socialiste de Grande-Bretagne. Il est publié chaque mois depuis septembre 1904. 